# Erik McCoy
(en) Statistiques sur pro-football-reference
Erik Christopher McCoy (né le 27 août 1997 à Lufkin dans l'État du Texas aux États-Unis) est un sportif professionnel américain de football américain jouant au poste de centre depuis la saison 2019 dans la National Football League (NFL) pour la franchise des Saints de La Nouvelle-Orléans.
Au niveau universitaire, il a joué pendant quatre saisons dans la NCAA Division I FBS pour les Aggies de l'université A&M du Texas.

## Biographie

### Jeunesse
McCoy est le fils de Gary McCoy et de Stacie Davis. Il est issu d'une famille installée à Lufkin depuis plusieurs générations, longtemps associée au football américain et en particulier aux Aggies de Texas A&M. Son cousin, Jorvorskie Lane (en), y a joué avant de faire une carrière professionnelle dans la NFL chez les Dolphins et les Buccaneers. 
Jouant au lycée Lufkin (en), il est rapidement recruté par Kevin Sumlin (en), entraîneur principal des Aggies. Malgré six offres de bourses d'études d'autres programmes de la NCAA Division I FBS, il signe avec les Aggies après avoir visité leur campus.

### Carrière universitaire
McCoy est considéré en 2015 comme un joueur au statut redshirt lors de sa première saison avec les Aggies. En 2016, à la veille de sa première titularisation avec l'équipe, son grand-père, James McCoy, avec qui il est très proche, décède. McCoy participe au match le lendemain des funérailles. Il va dominer la ligne offensive des Aggies pour les trois prochaines saisons. Ainsi, il est sélectionné dans l'équipe des meilleurs joueurs freshman du pays en 2016. Il joue spontanément au poste d'offensive guard, mais fini toujours par revenir au centre par la suite.
Après sa saison 2018, McCoy se déclare éligible pour la draft à venir où il est considéré comme le meilleur espoir au poste de centre par Mel Kiper Jr. (en) d'ESPN,

### Carrière professionnelle

#### Draft
McCoy est sélectionné en 48e choix global lors du deuxième tour de la draft 2019 de la NFL par la franchise des Saints de La Nouvelle-Orléans lesquels ont du effectuer un échange avec Dolphins afin de remonter dans l'ordre des choix de la draft pour pouvoir le sélectionner.
| Taille              | Poids           | Bras          | Main          | Sprint   | Sprint   | Sprint   | Shuttle 20 yards | 3 cones drill | Détente       | Détente             | Développé couché | Test Wonderlic |
| Taille              | Poids           | Bras          | Main          | 40 yards | 10 yards | 20 yards | Shuttle 20 yards | 3 cones drill | verticale     | horizontale         | Développé couché | Test Wonderlic |
| 1,93 m (6 ft 3⅞ in) | 137 kg (30 3lb) | 88 cm (33 in) | 24 cm (9⅝ in) | 4,89 s   | 1,72 s   | 2,85 s   | 4,62 s           | 8,28 s        | 79 cm (31 in) | 2,72 m (8 ft 11 in) | -                | -              |

#### La Nouvelle-Orléans
McCoy est titularisé au poste de centre dès sa saison rookie par les Saints. Il se montre efficace et est sélectionné dans l'équipe NFL des meilleurs rookies de la saison par la Pro Football Writers of America (en). Pendant l'inter-saison, la sélection de Cesar Ruiz au premier tour de la draft 2020 incite à penser que McCoy pourrait être déplacé au poste d'offensive guard. Ruiz se blessant, McCoy conserve son poste à l'entame de la saison, la recrue étant placée au poste de guard.
Lors du premier match des Saints en 2021 conbtre les Packers de Green Bay, McCoy doit quitter la pelouse à la suite d'une blessure au mollet pendant le premier quart-temps. Il manque les quatre rencontres suivantes et est de nouveau titulaire en 7e semaine contre les Seahawks de Seattle.
Le 8 septembre 2022, McCoy signe une extension de contrat de cinq ans pour un montant de 63,25 millions de dollars faisont de lui l'un des centres le mieux payé de la ligue.
McCoy manque sept matchs lors de la saison 2024 après avoir subi une opération chirurgicale pour une blessure à l'aine. Il dispute 7 matchs en tant que titulaire, effectuant 70 % des snaps offensifs. Le 28 décembre 2024, McCoy est placé de nouveau sur la liste des blessés à la suite d'une blessure au coude ce qui met fin à sa saison.
Au terme des saisons 2023 et 2024,, McCoy obtient sa sélection pour le Pro Bowl. Il est le premier centre des Saints à y obtenir plusieurs sélections.